# ハミナ級ミサイル艇
ハミナ級ミサイル艇（ハミナきゅうミサイルてい、フィンランド語: Hamina-luokan ohjusvene, 英: Hamina class missile boat）は、フィンランド海軍のミサイル艇。1998年-2006年に4隻建造された。

## 設計

### 艦体
設計は前級のラウマ級を原型としているが、ステルス性への配慮が導入され、
アルミニウムと炭素繊維などの複合材料で軽量に造られており、艦橋など構造物には傾斜がかけられ、レーダー吸収材を使用している。艦橋・戦闘指揮所など重要部には装甲が施されている。
ウォータージェット推進により、浅海面での航行および高速力と優れた運動性を発揮する。

### 兵装
フィンランドのミサイル艇は、対艦ミサイルによる対艦戦に加え、機雷敷設能力やソナーによる対潜水艦戦など多用途に使用できるように考慮されている。
ボフォース57mm砲の砲塔はステルス形状のMk3型、RBS-15対艦ミサイルの発射筒は起倒式、ウムコント艦対空ミサイルはVLSなどステルス性を有している。個艦防空ミサイルにより防空能力は強化されている。搭載する艦対空ミサイルは、前級の歩兵用携帯式の艦載型サドラルから個艦防御（ポイントディフェンス）用に開発されたウムコントへと能力が向上している。
兵装は、ANCS-2000 戦闘調整システムによってシステム艦としての構築が行なわれている。

## 運用

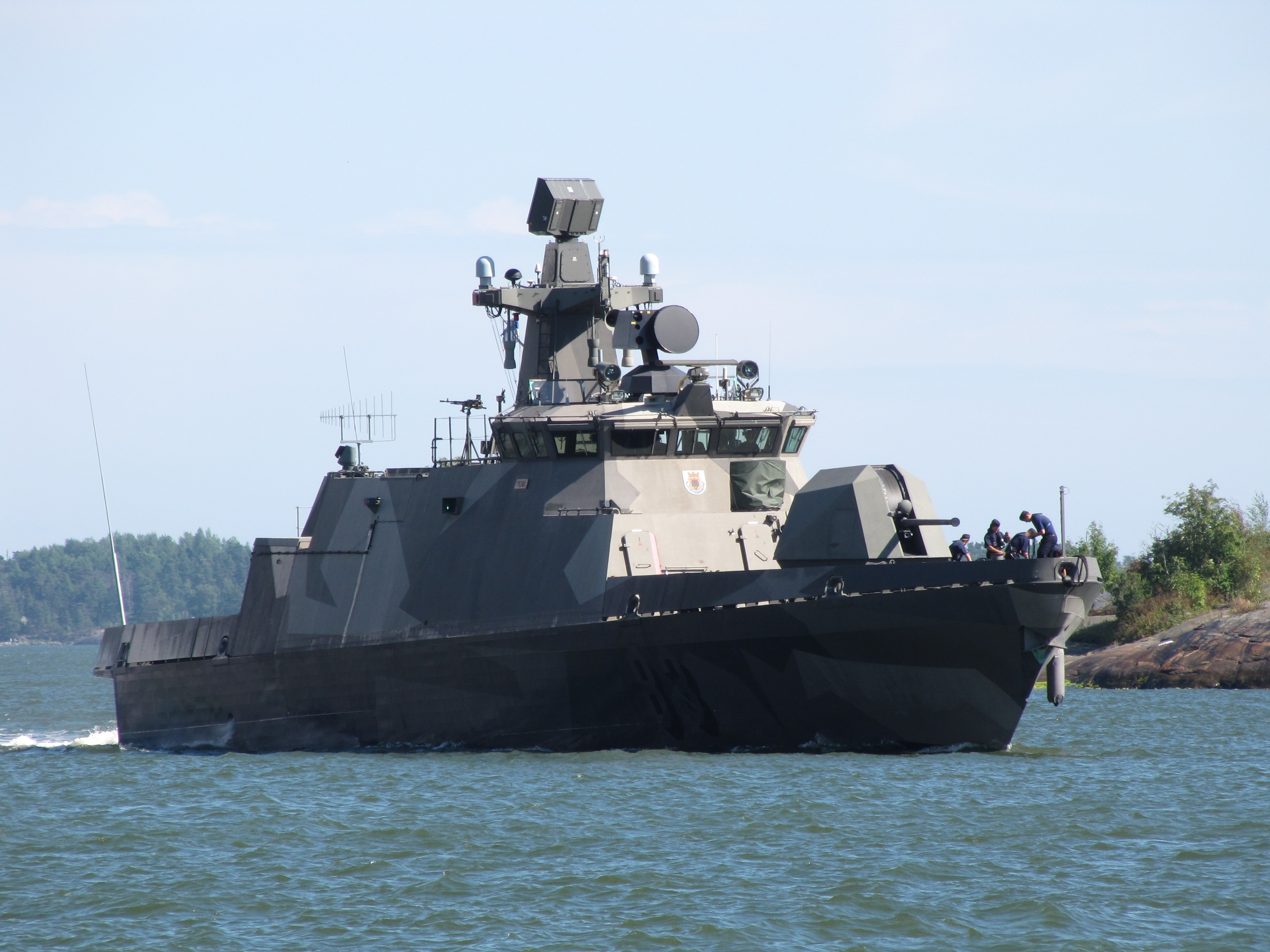
83 ポリ（Pori）

1998年から2006年にかけて4隻が配備された。各艇には都市名が付けられている。
2020年から寿命延長のための改修が始まった。主に対水上・対潜能力の向上を図り、兵装をボフォース57mm砲をボフォース40mm Mk4 単装機関砲に、NSV 12.7mm機関銃 2門をサーブ製のサーブ・トラックファイアRWS1基に、RBS-15をイスラエル製のガブリエル Mk.Vに換装し、Tp 47短魚雷の運用能力を付与した。また、センサー類も可変深度ソナーをコングスベルグST2400に、指揮管制装置を9LVに換装した。1番艇ハミナの改修は2020年12月11日に完了し、最後となったポリの改修は2022年に完了した。2022年からは、対空・対水上能力の改修が予定されている。

## 同型艇
| ペナントナンバー | 艦名                | 就役          | 状況   |
| ---------------- | ------------------- | ------------- | ------ |
| 80               | ハミナ FNS Hamina   | 1998年8月24日 | 就役中 |
| 81               | トルニオ FNS Tornio | 2003年5月12日 | 就役中 |
| 82               | ハンコ FNS Hanko    | 2005年6月22日 | 就役中 |
| 83               | ポリ FNS Pori       | 2006年6月19日 | 就役中 |

## 登場作品

### ゲーム
『WarRock』
トルニオが登場。57mm艦砲、RIM-116 RAM対空ミサイル、Mk 38 25 mm 機関砲を装備しており、全兵器中最大の大きさを誇る。